# IV EP
IV é um EP da banda The Lookouts, lançado em 1991 pela Lookout! Records. O EP foi produzido por Andro e o The Lookouts, as músicas foram gravadas dia 10 de Julho de 1990 no Art of Ears e foi masterizado por
John Golden no K-Disc. O EP conta com participação especial de Billie Joe Armstrong tocando guitarra em "Story", "Agape" e "Out My Door" e faz back-up em "Story" e "Out My Door".

## Lista de músicas
1. Story
2. Dying
3. Agape
4. Out My Door